# Šelepicha (stanice metra v Moskvě)
Šelepicha (rusky Шелепиха) je stanice moskevského metra na lince Bolšaja kolcevaja (dříve známé pod názvem Třetí přestupní okruh) na jejím prvním zprovozněném úseku. Se stanicí je v budoucnu počítáno jako se součástí Rublovo-Archangelské linky. Stanice zajišťuje přestup mezi linkou Bolšaja kolcevaja a Moskevským centrálním okruhem, kde již existuje stejnojmenná stanice. Několik minut chůze vzdálená je pak železniční zastávka Testovskaja, kterou obsluhuje linka MCD-1. 

## Charakter stanice
Stanice Šelepicha se nachází v čtvrti Presněnskij (Пресненский)  podél Moskevského centrálního okruhu severně od ulice Šmitovskij projezd (Шмитовский проезд). Stanice disponuje dvěma podzemními vestibuly, jeden se nachází pod Šmitovským projezdem, druhý ústí k Šelepichinskoje šosse (Шелепихинское шоссе). Nástupiště je s vestibuly propojeno pomocí eskalátorů a je laděno do bílé, žluté a černé barvy.